# ماثيو بينسنت
ماثيو بينسنت (Matthew Pinsent) هو لاعب أولمبي لرياضة تجديف من بريطانيا العظمى. شارك في الأولمبياد الصيفي في 1992–2004، وفاز بما مجموعه 4 ميداليات.

## الميداليات
| ذهب | فضة | برونز | المجموع |
| 4   | 0   | 0     | 4       |

## روابط خارجية
- ماثيو بينسنت على موقع IMDb (الإنجليزية)
- ماثيو بينسنت على موقع الموسوعة البريطانية (الإنجليزية)
- ماثيو بينسنت على موقع قاعدة بيانات الفيلم (الإنجليزية)
- ماثيو بينسنت على موقع الاتحاد الدولي للتجديف (الإنجليزية)
- ماثيو بينسنت على موقع اللجنة الأولمبية الدولية (الإنجليزية)
- ماثيو بينسنت على موقع أوليمبيديا (الإنجليزية)
- ماثيو بينسنت على موقع اللجنة الأولمبية البريطانية (الإنجليزية)